# Vladimir Yengibaryan

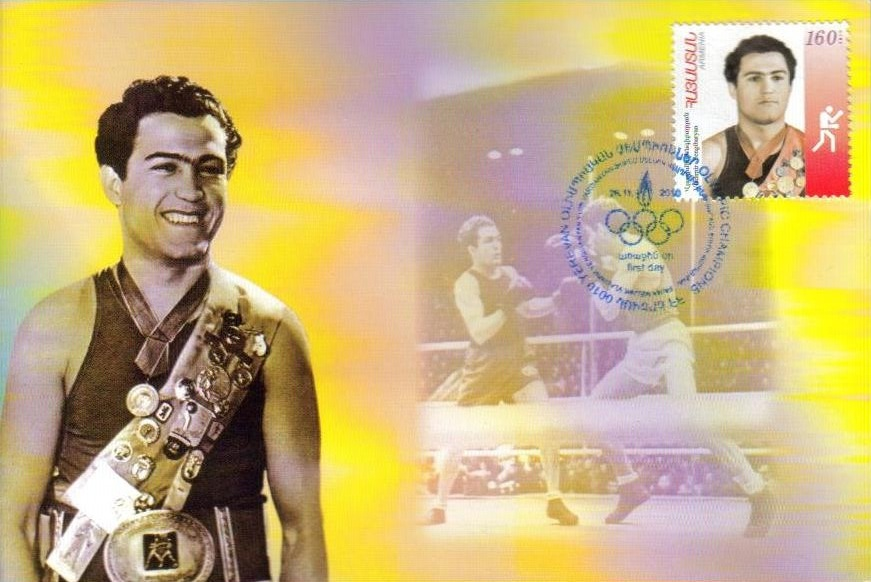
Sello armenio de 2010 con la efigie de Yengibaryan.

Vladimir Yengibaryan (en armenio, Վլադիմիր Ենգիբարյան}}, 24 de abril de 1932 – 1 de febrero de 2013) fue un boxeador soviético y armenio de los pesos Superligeros. Fue campeón olímpico, tres veces campeón europeo y triple campeón soviético. En 1956 fue nombrado Maestro honorífico soviético y galardonado con la Orden de la Bandera Roja del Trabajo. Durante su carrera ganó 255 victorias en 267 combates.

## Boxing career
Yengibaryan empezó en el boxeo en 1946, entrenando primero en Ereván con Artyom Arutyunov y Edward Aristakesyan después.
Yengibaryan ganó la medalla de bronce en la división de peso gallo de los campeonatos soviéticos de 1951, y al siguiente año fue incluido en el equipo nacional pero no pudo competir en los Juegos Olímpicos de Helsinki de 1956 debido a una lesión. Con la Unión Soviética en el Campeonato Europeo de Boxeo Aficionado en Varsovia 1953, donde Yengibaryan ganó el oro en ligero, convirtiéndose en el primer campeón soviético en este campeonato. En 1954, Yengibaryan se movió al superligero y se mantuvo en ese peso. Fue el primer campeón soviético en 1955 y lo repetiría en 1956 y 1958. Yengibaryan se colgó el oro en los JUegos Olímpicos de Melbourne de 1956 yCampeonato Europeo de Praga de 1957 y Campeonato Europeo de Lucerna de 1959. Se presentó en los Juegos Olímpicos de Roma de 1960 como favorito pero una lesión en la espalda durante el campeonato hizo que perdiera en los cuartos de final contra Marian Kasprzyk.

## Carrera como entrenador
Yengibaryan se retiró poco después de los Juegos de Roma de 1960 y fue entrenador de jóvenes en Ereván. Fundó la Escuela de Deportes para la Infancia y la Juventud, que ahora lleva su nombre. Yengibaryan fue juez internacional y en la década de los 70 estuvo en la Comisión de los Árbitros de la AIBA. En 1992 emigró a los Estados Unidos, donde trabajó como entrenador hasta su muerte.

## Muerte
En los últimos años, Yengibaryan sufrió la Enfermedad de Alzheimer que acabó con su vida a los 81 años. Un servicio memorial ocurrió en Armenia el 3 de febrero en el Saint Sarkis Cathedral in Yerevan. En su recuerdo, un torneo de boxeo está dedicado en su honor.